# Coatbridge
Coatbridge är en ort i Storbritannien.   Den ligger i kommunen North Lanarkshire och riksdelen Skottland, i den centrala delen av landet, 500 km nordväst om huvudstaden London. Coatbridge ligger 88 meter över havet och antalet invånare är 41 170.
Terrängen runt Coatbridge är lite kuperad. Runt Coatbridge är det tätbefolkat, med 819 invånare per kvadratkilometer. Närmaste större samhälle är Glasgow, 14,5 km väster om Coatbridge. Runt Coatbridge är det i huvudsak tätbebyggt.